# Hybomitra eberi
Hybomitra eberi är en tvåvingeart som först beskrevs av Brauer 1880.  Hybomitra eberi ingår i släktet Hybomitra och familjen bromsar. Inga underarter finns listade i Catalogue of Life.